# Modjadjiskloof
Modjadjiskloof (tot 2004: Duiwelskloof) is een plaats in de Zuid-Afrikaanse provincie Limpopo.
Modjadjiskloof telt ongeveer 1.815 inwoners.